# Happy End (film fra 2011)
Happy End er en svensk dramafilm fra 2011, instrueret af Björn Runge og skrevet af Kim Fupz Aakeson. Medvirkende tæller blandt andre Ann Petrén, Malin Buska og Gustaf Skarsgård med flere.
Filmen fik premiere i Sverige den 23. september 2011. Året efter i 2012 vandt Ann Petrén en Guldbagge for bedste kvindelige hovedrolle for sin hovedrolle som Jonna. Peter Andersson og Johan Widerberg blev også nomineret for deres biroller som henholdsvis Mårten og Asger.

## Medvirkende (i udvalg)
- Ann Petrén som Jonna
- Malin Buska som Katrine
- Gustaf Skarsgård som Peter
- Johan Widerberg som Asger
- Peter Andersson som Mårten
- David Dencik som Richard
- Mattias Nordkvist som psykolog
- Said Legue som Jamal